# سید محسن خرازی
سید محسن خرازی (زادهٔ ۱۳۱۶ در تهران) عضو جامعه مدرسین حوزه علمیه قم است. وی نماینده سابق مردم تهران در مجلس خبرگان رهبری بود.

## تولد و کودکی
در ۱۳۱۶ در تهران در خانواده‌ای مذهبی زاده شد. پدرش سید مهدی خرازی از تجار و رجال نام‌دار و معتمد تهران بود. تحصیلات دورهٔ ابتدایی را در تهران گذراند.

## تحصیلات
پس از گذراندن تحصیلات دورهٔ ابتدایی در تهران به حوزه علمیه تهران رفت و دروس مقدمات را فرا گرفت.
سپس به حوزه علمیه قم مراجعه کرد و به یادگیری دروس سطح در زمینه‌های فقه و اصول، فلسفه و کلام پرداخت. سپس در سال ۱۳۴۱ به درس خارج وارد شد.
از جمله استادان او می‌توان به محمد شاه‌آبادی، علی مشکینی، محمدباقر سلطانی طباطبایی، علی فلسفی، رحمت‌الله فشارکی، محمدعلی معزی دزفولی، مصطفی اعتمادی تبریزی، سید محمدرضا گلپایگانی، سید محمد محقق داماد، و محمدعلی اراکی اشاره کرد.

## فعالیت‌های مذهبی-سیاسی
او در پیش از انقلاب از حامیان انقلاب ۱۳۵۷ ایران بود. در سال ۱۳۵۹ با دعوت اعضای جامعه مدرسین حوزه علمیه قم به عضویت این نهاد در آمد. همچنین با پیشنهاد جامعه مدرسین از استان تهران به عنوان نمایندهٔ مجلس خبرگان رهبری به عضویت در این مجلس درآمد.
او همچنین مؤسسه در راه حق را تأسیس کرد. از فعالیت‌های دیگر او، همکاری با مجمع فقهی اهل بیت در مسائل جدید فقهی است. تاکنون کتاب‌ها و رساله‌های مختلفی از او نگاشته شده‌است. او هم‌اکنون عهده‌دار اقامه جماعت در فیضیه است و به تربیت طلاب می‌پردازد.

## خانواده
صادق خرازی فرزند او و کمال خرازی (وزیر خارجهٔ پیشین ایران) برادر او است. دخترش عروس سید علی خامنه‌ای (همسر سید مسعود خامنه‌ای) است.
همچنین سید محمدباقر خرازی (دبیرکل حزب‌الله ایران و مدیر مسئول روزنامه حزب‌الله) فرزند دیگر اوست.

## تالیفات
۱ - احیاءالموات. فقه استدلالی.
۲ - بدایة المعارف. کتاب درسی حوزه است.
۳ - رساله در معاد.
۴ - الامر بالمعروف و النهی عن المنکر. فقه استدلالی.
۵ - کلمة فی رحاب التقوی.
۶ - رساله پیرامون عرف.
۷ - رساله پیرامون تشریح و احکام آن.
۸ - رساله پیرامون نقض حکم حاکم.
۹ - رساله پیرامون ولایت عدول وثقات.
۱۰ - رساله در اصول عقاید با استفاده از متون روایات.
۱۱ - رساله پیرامون قاعده لطف.
۱۲ - رساله در اخلاق.
۱۳ - حاشیه بر مکاسب. (بیع و خیارات)
۱۴ - حاشیه بر کفایة الاصول.
۱۵ - حاشیه بر چند جلد از جامع المدارکآیت الله العظمی حاج سیداحمدخوانساری.
۱۶ - حاشیه بر اجتهاد و تقلید و نکاح مستمک العروة.
۱۷ - الجهاد. (شرح الشرایع)
۱۸ - حاشیه بر حاشیه مکاسب مرحوم کمپانی.
۱۹ - حاشیه بر حاشیه کفایة مرحوم کمپانی.
۲۰ - الدررالمنثورة فی المسائل المتفرقة الفقهیة والاصولیة.
۲۱ - عمدة الاصول
۲۲ - انواع و اشکال دفاع.
۲۳ - رسالة فی حقیقة المعجزة.
۲۴ - الربا (شرح ربا عروة الوثقی است).
۲۵ - الخمس (شرح العروة).
۲۶ - الضمان (شرح العروة).
۲۷ - تعلیقه بر شرح تجرید (الهیات)
۲۸ - تعلیقه بر شرح باب حادی عشر.
۲۹ - تعلیقه بر شرح منظومه سبزواری (الهیات).
۳۰ - تعلیقه برحاشیه شرح منظومه مرحوم آیت‌الله العظمی حاج شیخ محمدتقی آملی.
۳۱ - شرح خطبة المتقین (عربی)
۳۲ - شرح رسالة الحقوق للامام السجادعلیه السلام
۳۳ - حاشیه بر جلد دوم کتاب اقتصادنا شهید آیت‌الله صدر.
۳۴ - التوازن الاسلامی با همکاری چند نفر از استادان.
۳۵ - الحکومة الاسلامیة با همکاری چند نفر از استادان.
۳۶ - معارف اسلامی کتاب درسی دانشگاه‌ها با همکاری چند نفر از استادان.
۳۷ - اصول دین مؤسسه در راه حق با همکاری چند نفر از استادان.
۳۸- دوره پیشوایان مؤسسه در راه حق در پانزده جلد کوچک با همکاری چندنفر از استادان.
۳۹ - روزنه‌هایی از عالم غیب و شهود
۴۰ - قیامت
۴۱ - کلمة حول حدیث ثقلین
۴۲ - کلمة حول توسل
۴۳ - معالم لیلة القدر
۴۴ - ارث الزوجة
۴۵ - تحدید الکر
۴۶ - تعلیقه بر مکاسب
۴۷ - بحوث هامة
۴۸ - طهارت در قرآن
۴۹ - من لایحضره التفصیل
۵۰ - الاجتهاد و التقلید، عربی
۵۱ - ولایت فقیه در زمان غیبت
۵۲ - بیان عقیدتی اسلام؛ با همکاری دیگران
۵۳ - حاشیه بر دررالفوائد آیت‌الله حاج شیخ محمد تقی آملی
۵۴ - بررسی مفهوم و اقسام عرف و ادلّه حجیّت آن، مجله التوحید، ۱۴۰۸ هـ.ق.
۵۵ - نقدی بر دیدگاه ابن عابدین و بدران در مورد ماهیت عرف، مشکوه، ۱۳۶۷ هـ.ش.
۵۶ - ملاک عرف صحیح و فاسد از دیدگاه ابن عابدین و نقد آن، مشکوة، ۱۳۶۷ هـ.ش.
۵۷ - دیدگاه خلاف در مورد حجیت عرف در کتاب الاصول العامة للفقه المقارن، مشکوة، ۱۳۶۷ هـ.ش.
۵۸ - قضاوت در اسلام (نقض حکم حاکم)، نور علم، فروردین ۱۳۶۶ هـ.ش.
۵۹ - اخلاق تحلیلی، نور علم، فروردین ۱۳۶۲ هـ.ش.
۶۰ - بحثی پیرامون جواز و عدم جواز تشریع از دیدگاه اسلام، نور علم، آذر ۱۳۷۱ هـ.ش.
۶۱ - بررسی حکم تشریح جسد مشکوک الحال از جهت اسلام و کفر، نور علم، آذر ۱۳۷۱ هـ.ش.
۶۲ - محاکمهٔ غیابی در اسلام، نور علم، بهمن ۱۳۶۵هـ. ش.
۶۳ - بحث و بررسی پیرامون احکام شرعی کالبد شکافی، نور علم، مهر ۱۳۷۱هـ. ش.